# Friedrich Fellenberg (Politiker)
Friedrich Fellenberg (* 6. Dezember 1904 in Kappeln; † 28. September 1979 in Leipzig) war ein deutscher Politiker. Er war KPD-Mitglied und von 1946 bis 1952 als SED-Mitglied Abgeordneter des Landtages des Landes Mecklenburg. 1954 geriet er in eine parteiinterne Säuberung und wurde zeitweise aus der SED ausgeschlossen und inhaftiert.

## Leben

### Jugend und Zeit des Nationalsozialismus
Fellenberg wurde im holsteinischen Kappeln geboren und absolvierte nach der Volksschule eine Lehre als Maschinenschlosser. Anschließend arbeitete er in seinem Beruf auf verschiedenen Arbeitsstellen bis 1927, da er während dieser Zeit auf Wanderschaft war. Danach war er bis 1931 als Bauhilfsarbeiter und Taxifahrer in Hamburg tätig. 1919 wurde er Mitglied der SAJ, von 1923 bis 1926 war Fellenberg Mitglied der SPD. Im Oktober 1928 trat er der KPD bei und engagierte sich zunehmend in der KPD-Kraftfahrerzelle Barmbek-Uhlenhorst. 1930 wurde er zum Organisationssekretär dieser Zelle gewählt, 1931 wurde er politischer Instrukteur und Mitglied der Stadtteilleitung der KPD in Hamburg-Barmbek-Uhlenhorst. Von Juni bis Dezember 1932 war Fellenberg stellvertretender Vorsitzender des Bezirksausschusses der illegalen antifaschistischen Aktion Wasserkante. Anschließend besuchte er bis Februar 1933 die KPD-Parteischule „Rosa Luxemburg“ in Fichtenau. Während der folgenden Arbeitslosigkeit leistete er illegale Arbeit als Leiter der Betriebszellenkommission der durch die Nationalsozialisten verbotenen KPD im Bezirk Wasserkante. Am 27. Mai 1933 wurde Fellenberg festgenommen und kam zunächst von Juni 1933 bis März 1934 in das KZ Fuhlsbüttel in Schutzhaft. Nach seiner Freilassung  blieb er nur kurz auf freiem Fuß. Bereits im Juni wurde er erneut verhaftet und wegen Vorbereitung zum Hochverrat zu zwei Jahren Haft verurteilt, dabei wurden ihm 11 Monate Untersuchungshaft angerechnet. Die Haftstrafe saß Fellenberg bis September 1935 im Zuchthaus Hamburg-Fuhlsbüttel ab. Anschließend arbeitete er von Januar 1936 bis zu seiner erneuten Inhaftierung als Elektroschweißer auf der Deutschen Werft in Hamburg. Im November 1939 wurde Fellenberg erneut verhaftet und zunächst wieder im Zuchthaus Fuhlsbüttel inhaftiert. Später wurde er ins Lager Emsland bei Papenburg verbracht. Das Kriegsende erlebte Fellenberg im mecklenburgischen Zuchthaus Dreibergen-Bützow.

### Nachkriegszeit
Nach der Befreiung aus dem Bützower Zuchthaus leitete Fellenberg zunächst ein sowjetisches Casino. Kurz darauf wurde ihm von Mitgliedern der Gruppe Sobottka bereits im Juni 1945 wieder eine Parteiaufgabe übertragen. Er leitete als 1. Sekretär ab Juni 1945 bis zum Oktober 1947 die KPD-, ab April 1946 die SED-Kreisleitung im Landkreis Ludwigslust. Zu den ersten Landtagswahlen des Landes Mecklenburg-Vorpommern im Oktober 1946 nominierte die SED Fellenberg als Landtagsabgeordneten. Nach erfolgreicher Wahl gehörte er dem Landesparlament bis zu seiner Auflösung im Juli 1952 an. Im Oktober 1947 delegierte die SED ihn zu einem der ersten Einjahreslehrgänge an die Parteihochschule Karl-Marx. Aufgrund des Bedarfs an Kadern wurde Fellenberg 1948 bereits vorfristig von diesem Lehrgang wieder abberufen, um als hauptamtlicher Funktionär im Sekretariat der SED-Landesleitung Mecklenburg tätig zu werden. Nach der Konstituierung der Provisorischen Länderkammer der DDR im Oktober 1949 entsandte der mecklenburgische Landtag unter anderem Fellenberg als einen seiner Vertreter in die Länderkammer. In der Folge gehörte Fellenberg auch in der 1. Wahlperiode bis zu seinem Ausscheiden 1954 an. Nach der Auflösung der Länder der DDR und der Bildung von Bezirken entstand durch die Bildung von SED-Bezirksleitungen  mit ihren Sekretariaten ein entsprechender Personalbedarf. Fellenberg wurde zum 2. Sekretär der SED-Bezirksleitung Neubrandenburg ernannt. Zum 1. Sekretär der SED-Bezirksleitung wurde der erst 35-jährige Willi Wiebershausen ernannt.

### Ermittlungsverfahren und Inhaftierung
Infolge der Ereignisse um den 17. Juni 1953 wurde das Verhalten führender SED-Funktionäre untersucht. Nachdem zunächst der 1. Sekretär der SED-Bezirksleitung, Wiebershausen, wegen Versöhnlertums und unmoralischen Lebenswandels aus seinem Amt entfernt wurde, richteten sich Untersuchungen des Staatssekretariats für Staatssicherheit auch gegen Fellenberg. Anlass war wohl zunächst, dass dieser das Verhalten Wiebershausens zum Teil billigte. Zudem ging es in dem stark landwirtschaftlich geprägten Bezirk Neubrandenburg mit der Kollektivierung der Landwirtschaft nicht so recht voran. Dabei fiel der Staatssicherheit auf, dass Fellenberg eine dreimonatige Haftunterbrechung im Jahr 1934 verschwiegen hatte. Dies führte dazu, dass Fellenbergs alte Prozessakten beim Volksgerichtshof erneut eingesehen wurden und ab Februar 1954 ein förmliches Ermittlungsverfahren der Staatssicherheit eingeleitet wurde. Am 3. März 1954 erfolgte durch die Zentrale Parteikontrollkommission der SED der Parteiausschluss wegen Feigheit und Kapitulation vor dem Klassenfeind sowie wegen Verrat an der Partei und an der Arbeiterklasse. In die damals übliche Untersuchungshaft der Staatssicherheit wurde Fellenberg am 12. März 1954 verbracht.
Angeklagt wurde er vor dem 1. Strafsenat des Bezirksgerichtes Halle wegen Verbrechens gegen die Menschlichkeit nach dem Kontrollratsgesetz Nr. 10. Hauptschwerpunkt der Anklage waren dabei Aussagen Fellenbergs während seiner Inhaftierung 1933 bei der Gestapo. Die Wahrscheinlichkeit, dass die gegen Fellenberg erhobenen Anschuldigungen im Kern zutreffend waren, ist angesichts der überlieferten Akten hoch, zumal Fellenberg in seinem Geständnis die meisten Vorwürfe bestätigt hat. Er hatte durch Berichte eines Mitgefangenen von den illegalen Verbindungen der Hamburger KPD nach Kopenhagen erfahren und diese nach Folterungen preisgegeben. Fellenbergs weitere Aussagen über illegal tätige KPD-Funktionäre führten zur Verhaftung von zwei Personen. Zudem trat er nach seiner Haftentlassung 1935 im Verfahren gegen den bekannten Hamburger KPD-Funktionär Fiete Schulze als Belastungszeuge auf. Schulze wurde zum Tode verurteilt, wobei das Todesurteil bereits vorher beschlossen war. Da mit Hamburg in der frühen DDR-Geschichtsschreibung zur KPD vor allem der heldisch verehrte Ernst Thälmann in Verbindung gebracht wurde, mit Fiete Schulze zusätzlich eine weitere Ikone der KPD angeblich durch Fellenbergs Handeln ums Leben kam, bekam der Prozess eine besondere Brisanz und Fellenberg galt im Sprachduktus der damaligen Zeit damit sogar als NS-Verbrecher, für den zeitweilig sogar die Todesstrafe erwogen worden war.
Erschwerend kam noch hinzu, dass Fellenberg durch seine Aussagebereitschaft eine milde Bestrafung mit nur zwei Jahren Haft erreicht hatte, und nach Verbüßung der Strafe nicht wie bei verurteilten KPD-Funktionären üblich in ein Konzentrationslager eingewiesen worden war. Zudem hatte er nach 1945 als SED-Mitglied seine Partei von den damaligen Vorfällen nicht in Kenntnis gesetzt. Am 29. April 1955 wurde er zu 15 Jahren Zuchthaus wegen Verrat an der Arbeiterklasse während seiner Haftzeit bei der Gestapo verurteilt. Rechtskräftig wurde das Urteil bereits am 17. Mai 1955, da eine auf die Strafzumessung beschränkte Berufung vom Obersten Gericht der DDR verworfen wurde.
Nur reichlich ein Jahr später wurde Fellenberg am 3. Mai 1956 aus dem Zuchthaus Brandenburg bereits wieder entlassen. Im Zuge der neuen politischen Großwetterlage infolge des XX. Parteitages der KPdSU wurden zahlreiche Parteifunktionäre aus der Haft entlassen, in die sie vor allem im Rahmen von Parteisäuberungen gekommen waren. Fellenberg wurde nicht wieder in die SED aufgenommen und nicht öffentlich rehabilitiert. In der Folge verzog er nach Leipzig, wo ihm eine Stelle bei der Industrie- und Handelskammer Leipzig vermittelt wurde, auf der er bis zu seiner Verrentung arbeitete. Nach seiner Haftentlassung war Fellenberg in verschiedener Weise für das Ministerium für Staatssicherheit tätig, indem er sowohl seine Wohnung als Kontaktwohnung zur Verfügung stellte, als auch durch seine Tätigkeit als Geheimer Hauptinformator des MfS, für das er mehrere Inoffizielle Mitarbeiter steuerte.

### Urteil
Das Urteil gegen Fellenberg ist als ein politisch motiviertes Urteil der DDR-Justiz anzusehen, wie es für die damalige Zeit typisch war. So heißt es in der rechtlichen Würdigung des Urteils: Dabei bedarf es keinesfalls der Überprüfung und des Nachweises, ob der von ihm begangene Verrat für die von ihm preisgegebenen Funktionäre der KPD leichtere oder schwerere Folgen hatte. Auch wenn er der Gestapo schon bekannt gewesene Funktionäre nannte, dienten diese Informationen zur Bestätigung der schon vorliegenden Angaben und zur Sammlung von weiterem Beweismaterial gegen Widerstandskämpfer. Zwar legen die überlieferten Dokumente nahe, dass Fellenbergs Aussagen schwer wiegende Folgen für die Hamburger KPD und die Emigration in Kopenhagen hatten, insofern ist seine Verurteilung an sich nachvollziehbar. Die Art und Weise der Urteilsbegründung und das unverhältnismäßig hohe Strafmaß sind jedoch klare Indizien für politische Strafjustiz.